# Позивање на богатство
Позивање на богатство или аргумент из новчаника (лат. Argumentum ad crumenam - аргумент из новчаника) је логичка грешка која настаје када се одређени аргумент вреднује на основу богатства особе која га износи или заступа, уместо на основу аргумента самог по себи. Ово је посебан облик грешке аргумент из порекла.
Постоји позитиван и негативан облик ове грешке. Позитиван облик уочавамо онда када говорник тврди да је нешто истина само зато што неки богаташ подржава тај став, а негативан када се аргумент одбија зато што особа која износи или подржава неки аргумент није финансијски успешна. Има истине у тврдњи да богатство може показати успешност. Успешан електричар ће више зарадити од неуспешног, што показује његову стручност. Међутим, особа која је успешна у једној области не мора бити експерт и у другој. Чак и када говори о својој области, уколико не даје аргументе прави грешку позивање на ауторитет. Али, у оба случаја је позивања на богатство грешка зато што богатство или сиромаштво онога ко износи аргумент не утиче на валидност.
Супротност позивању на богатство је грешка позивање на сиромаштво у којој се дати аргумент вреднује само зато што га је изнела или подржала сиромашна особа.

## Примери
- Скупље је увек боље.

Ова тврдња је једна од основа позивања на богатство. Али, постоје читаве маркетиншке стратегије како купца убедити да је производ бољи само зато што је скупљи. Ово наравно не мора бити тачно. Пример овога је Чивас Регал по ком је назван Чивас Регал ефекат.
- Бил Гејтс подржава ту технологију, онда значи да је одлична идеја.

Претпоставка да су Гејтсов успех и његово богатство релевантни за похвално процењивање дотичне нове технологије, а уопште не морају бити.